# Santa Maria in Portico (titre cardinalice)
La diaconie cardinalice de Santa Maria in Portico ou Santa Maria in Portico Campitelli est instituée le 26 juin 1662 par transfert de la diaconie Santa Maria in Portico Octaviae dont l'église à laquelle était attaché le titre était tombée en ruine et n'apportait plus de revenu. Le pape Alexandre VII rattache le titre à la nouvelle église Santa Maria in Campitelli située Piazza di Campitelli en lui donnant son nom actuel de Santa Maria in Portico Campitelli.

## Titulaires
- Francesco Maidalchini (1662-1666)
- Louis II de Vendôme (1667-1669)
- Gaspare Carpegna (1671)
- Felice Rospigliosi (1673)
- Girolamo Casanate (1673-1675)
- Vacant (1675-1681)
- Benedetto Pamphilj (1681-1685)
- Luigi Omodei (1690-1706)
- Vacant (1706-1724)
- Melchior de Polignac (1724)
- Vacant (1724-1728)
- Carlo Collicola (1728-1730)
- Vacant (1730-1734)
- Giacomo Lanfredini (1734-1741)
- Carlo Maria Sacripante (1741-1747)
- Henri Benoît Stuart (1747-1759)
- Flavio Chigi (1759-1771)
- Vacant (1771-1775)
- Ignazio Gaetano Boncompagni-Ludovisi (1775-1787)
- Filippo Carandini (1787-1794)
- Vacant (1794-1803)
- Charles Erskine de Kellie (1803-1811)
- Vacant (1811-1816)
- Stanislao Sanseverino (1816-1825)
- Vacant (1825-1829)
- Belisario Cristaldi (1829-1831)
- Vacant (1831-1838)
- Adriano Fieschi (1838-1843)
- Lodovico Altieri (1845-1860)
- Francesco Pentini (1863-1869)
- Vacant (1869-1875)
- Bartolomeo Pacca (1875-1880)
- Francesco Ricci Paracciani (1882-1891)
- Francesco Segna (1894-1911)
- Giovanni Battista Lugari (1911-1914)
- Francis Aidan Gasquet, OSB (1915-1929)
- Vacant (1929-1935)
- Massimo Massimi (1935-1954)
- Vacant (1954-1958)
- Carlo Chiarlo (1958-1964)
- Charles Journet (1965-1975)
- Corrado Bafile (1976-2005)
- Andrea Cordero Lanza di Montezemolo (2006-2016), titre pro illa vice (2016-2017)
- Michael Louis Fitzgerald (2019-)